# Język papapana
Język papapana – język austronezyjski używany przez grupę ludności w prowincji Bougainville (Papua-Nowa Gwinea), na północno-wschodnim wybrzeżu wyspy. W 2013 roku biegle posługiwało się nim 106 osób, a łączna liczba użytkowników wynosiła 161. Społeczność zamieszkuje wsie: Teperoi, Peuni, Koikoi, Maras, Barora, Iraka.
Częsta jest wielojęzyczność (znane są języki tok pisin i angielski oraz różne języki lokalne). Doszło do redukcji przekazu międzypokoleniowego. Papapana jest wypierany przez tok pisin, z którym konkuruje we wszelkich sferach życia.
Na poziomie gramatyki został podany wpływom języków papuaskich wyspy Bougainville’a.
W latach 60. XX w. badania nad papapana prowadzono pod auspicjami Summer Institute of Linguistics. Zebrano dane leksykalne, na bazie których powstał wstępny projekt słownika. Do nowszych materiałów należy obszerne opracowanie gramatyczne, które sporządziła Ellen Smith-Dennis (2015, 2020)  .
Nie wykształcił tradycji piśmienniczej. Służy zasadniczo jako język mówiony. Istnieje propozycja ortografii z 2004 r.